# 松山野球拳おどり
松山野球拳おどり（まつやまやきゅうけんおどり）は、四国四大祭りのひとつで、日本の愛媛県松山市で行われている祭である。
2021年までは松山まつり（まつやままつり）として行われていたが、2022年より現名称に変更された。

## 概要
1966年（昭和41年）に松山市、松山商工会議所、南海放送、愛媛新聞社の四者で主催した「松山おどり」がその始まりである（松山おどりの名称は1971年の第6回まで）。
毎年、8月11日から13日までの3日間行われ、野球拳おどりや野球サンバの連（踊りのグループのこと）とチームが街を練り歩く。11日は野球サンバ、12日は野球拳おどり（企業連）、13日は野球拳おどり（団体連）が実施されている。野球サンバと野球拳おどりに関しては、「野球拳#踊りとしての野球拳」も参照されたい。
また、前後して松山港まつり（花火大会）が三津浜港で行われ、数十万人の人出がある。

## 松山まつり前夜祭
1983年以降、南海放送サンパークで行っていた花火まつりを、2001年からは三津で行われる松山港まつりと統合することで中四国最大級の花火大会となった。三津ふ頭からは目の前でワイド・スターマインや特殊な花火を観られることに人気があり、県内外からも沢山の人が見物にやってきている。

## 野球サンバ
1日目はサンバのリズムで軽快に練り歩く。野球サンバには野球拳の踊りを振りに取り入れないといけない決まりがある。この事から野球拳おどりの派生と考えることが出来る。野球サンバの曲には新旧の2バージョンがあり、連はどちらを使用してもかまわない。

## 野球拳おどり
2日目と3日目は野球拳おどりが開催される。郷土芸能であり、服を脱いだりする行為は無い。最近はロック調のバージョンがいくつかリリースされており、若者の参加が増えている。また、当日参加出来る市民連も存在する。

## 過去の松山まつり
松山市営球場では、祭の3日目にミュージックナイターと呼ばれる、盛大なクライマックス・イベント（ブラスバンドの演奏行進や花火の打ち上げなど）が行われていたが、2003年の開催を最後に、球場の老朽化による2004年の球場撤去に伴って無くなった。それと同時に、夏祭りの雰囲気を演出していた、祭り期間中の堀之内（松山城の三之丸）に展開していた露店も消滅した。これは球場の屋根を利用した露店が多かった為である。

## 中止
2014年の「第49回松山まつり」は台風11号の影響で8日から10日まで松山城山公園で開催されたイベント「まつこいパーク」と、踊りでは9日に行われる予定だった野球拳おどり（団体連の部など）は中止となった。10日の野球サンバは通常通り行った。

一部中止は1966年以来初めてである。